# La Florida (Ayabaca)
La Florida es un caserío peruano ubicado en el distrito de Ayabaca, perteneciente a la provincia homónima del departamento de Piura, al norte del Perú. 

## Ubicación
La Florida se ubica al norte de la provincia de Ayabaca, en el distrito de Ayabaca, en el departamento de Piura.

## Demografía
En 2017 La Florida tenía una población de 114 habitantes.
| Gráfica de evolución demográfica de La Florida entre 1993 y 2017 |
|                                                                  |
| Fuentes: Población 1993 y 2017                                   |